# Армянский контингент в Косово
Армянский военный контингент KFOR — подразделение вооружённых сил Армении, с 2004 года действующее на территории Косово.

## История

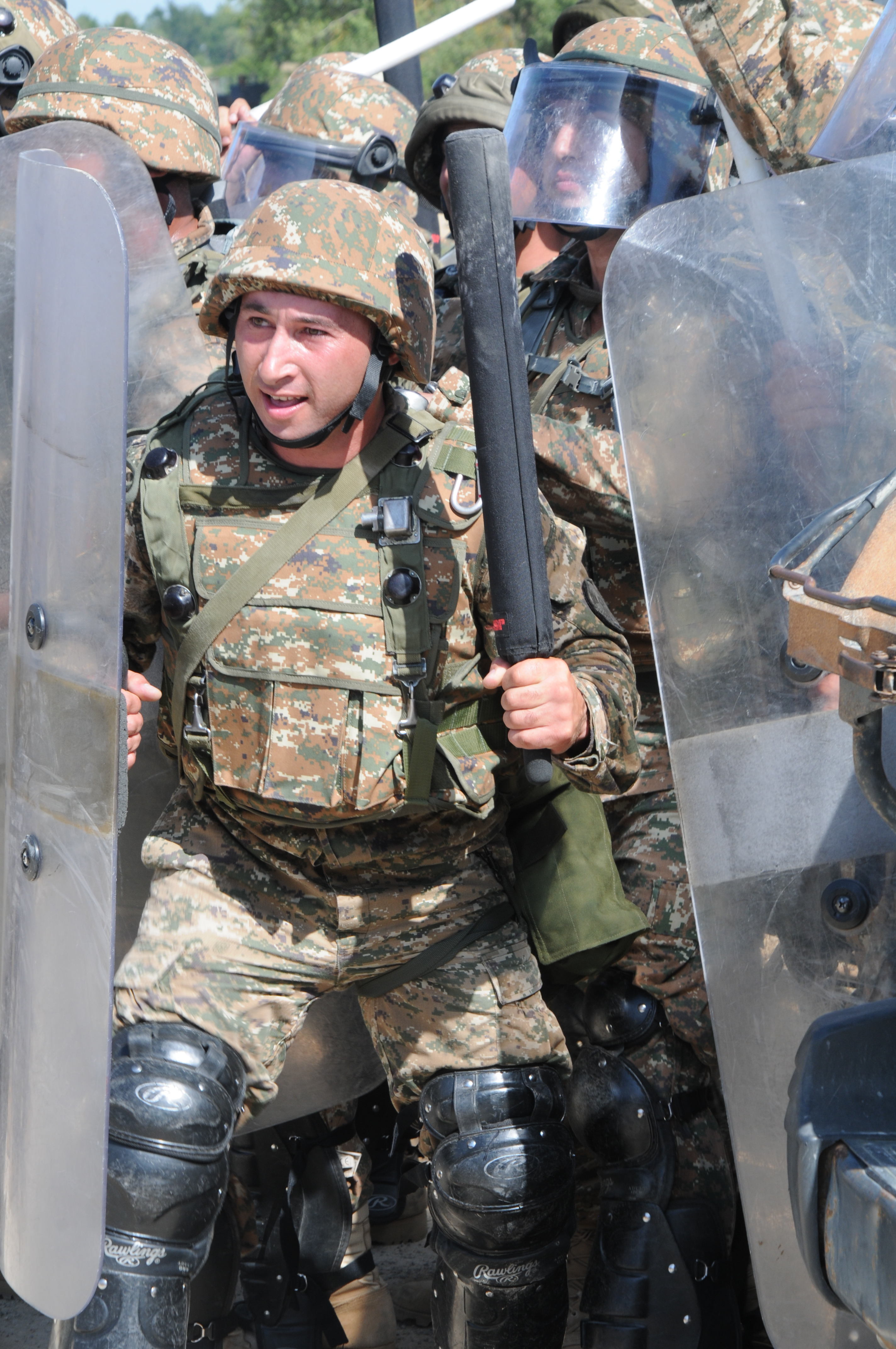
Армянские военнослужащие на учениях по борьбе с массовыми беспорядками на военной базе США «Хохенфельс» в ФРГ (август 2012)

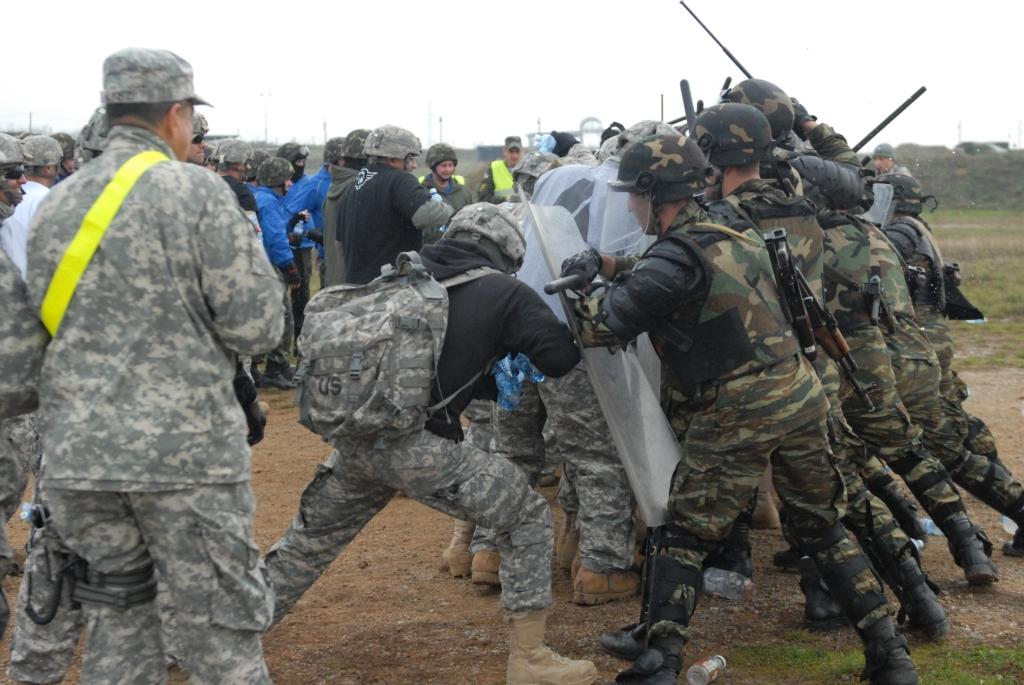
Военнослужащие 1-го батальона 296-го пехотного полка национальной гвардии штата Канзас и армянские солдаты на тренировке по сдерживанию толпы (военная база «Camp Rigas Fereos», октябрь 2012)

3 сентября 2003 года в Ереване был подписан меморандум о согласии на участие в операции, который был утверждён парламентом Армении на внеочередной сессии в субботу 13 декабря 2003 года. Все расходы на содержание подразделения в Косово согласились взять на себя НАТО и Греция. После прохождения обучения в Греции, в начале 2004 года на Балканы были отправлены первые военнослужащие, которых 12 февраля 2004 года включили в состав греческого батальона KFOR. 
В том же 2003 году Армения и Греция заключили договор о военном сотрудничестве, что активизировало совместную деятельность этих стран.
Продолжительность службы армянских военнослужащих в Косово составляла шесть месяцев, после этого производилась замена личного состава. 14 ноября 2006 года в Косово отправилась шестая смена (34 военнослужащих). В дальнейшем, численность армянского контингента была увеличена до 70 военнослужащих.
По программе "Kansas–Armenia National Guard Partnership" военнослужащие национальной гвардии штата Канзас обучали военнослужащих армянского контингента KFOR борьбе с массовыми беспорядками.
Начавшийся в 2008 году экономический кризис осложнил положение в экономике Греции, правительство которой приняло решение о сокращении военных расходов и возвращении в страну греческого контингента KFOR (в составе которого проходили службу военнослужащие Армении). В начале 2012 года армянское подразделение было временно выведено в Армению.
Провозглашение независимости Республики Косово 17 февраля 2008 года привело к изменению в отношениях с Сербией и местным населением (Армения не признала Республику Косово - хотя позднее, с 20 декабря 2023 года признала паспорта Косово).
6 июля 2012 года подразделение из 35 военнослужащих было возвращено в состав многонациональной боевой группы «Восток» (MNTF-E) сил KFOR, оно было передано под командование войск США и размещено на военной базе «Кэмп-Бондстил» возле города Урошевац. 
В дальнейшем, численность армянского контингента была увеличена. 31 января 2024 года представитель НАТО на Южном Кавказе Хавьер Коломина сообщил в интервью, что достигнута договоренность о увеличении контингента на "более чем 50 человек".